# Frieda Rosenthal

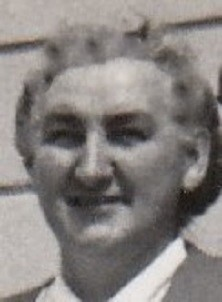
Frieda Rosenthal, Foto archiviert im Ida-Seele-Archiv

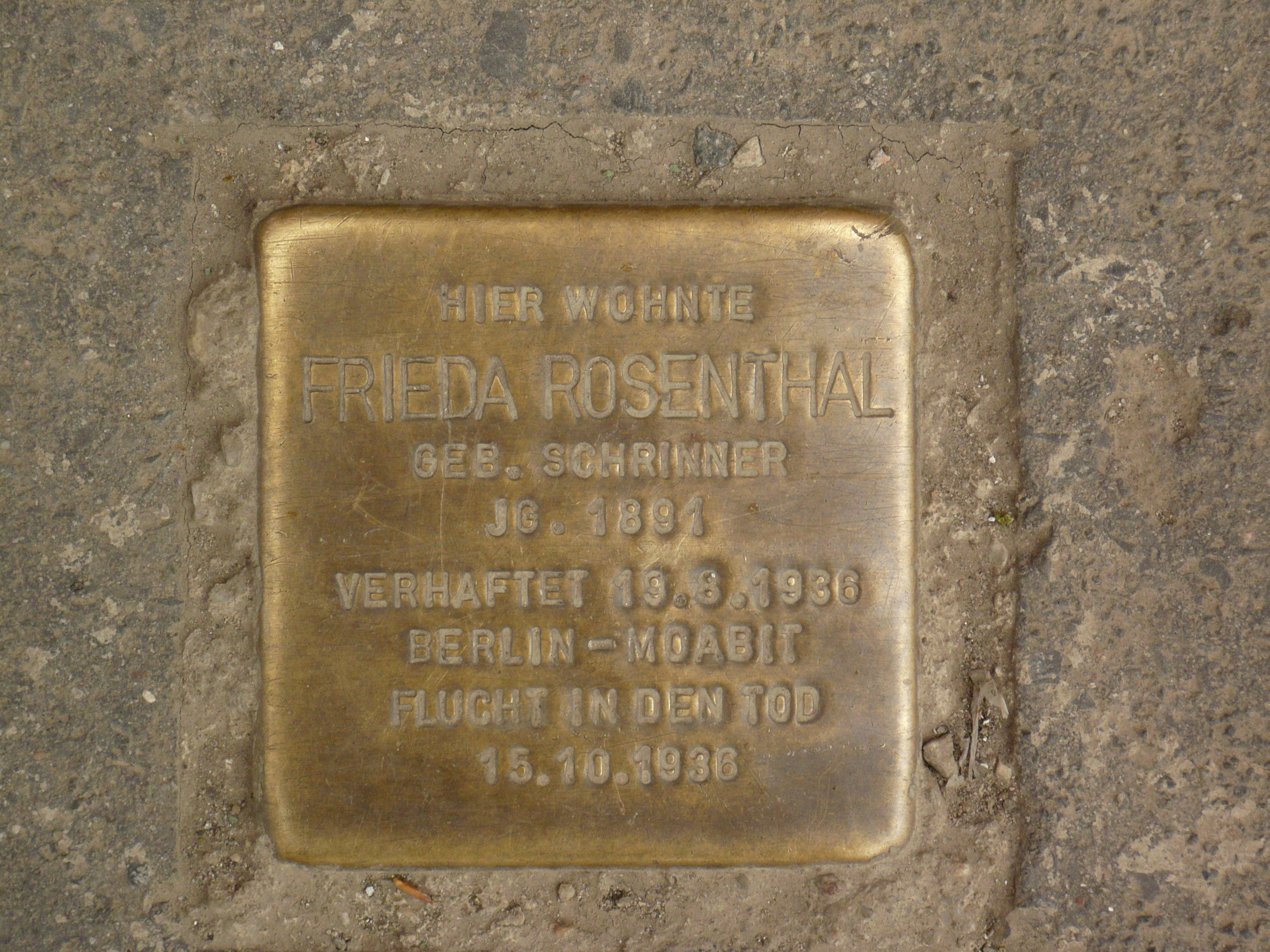
Stolperstein für Frieda Rosenthal vor ihrem Wohnhaus in der Fanningerstraße in Lichtenberg

Frieda Rosenthal, geb. Schrinner (* 9. Juni 1891 in Berlin; † 15. Oktober 1936 ebenda) war eine Berliner Kommunalpolitikerin (USPD, KPD, SPD) und Widerstandskämpferin gegen das NS-Regime.

## Leben
Frieda Schrinner kam in einer Arbeiterfamilie zur Welt und lernte nach dem Besuch der Gemeindeschule Näherin. Bis zum Jahr 1919 hatte sie in einer Kleiderfabrik gearbeitet. Nach dem Ersten Weltkrieg arbeitete sie als (unausgebildete) Fürsorgerin. Sie fand eine Anstellung im Amt für Sozialfürsorge in der Stadt Lichtenberg. Erst 1930 absolvierte sie die erforderliche Abschlussprüfung am Sozialpolitischen Seminar der der Deutschen Hochschule für Politik.
Im Jahr 1919 wurde sie Mitglied der Unabhängigen Sozialdemokratischen Partei Deutschlands (USPD) und bereits im Folgejahr in die Bezirksversammlung Lichtenberg gewählt. Hier wechselte Frieda, die inzwischen geheiratet hatte und nun Rosenthal hieß, in die Kommunistische Partei Deutschlands (KPD). 1929 wurde sie im Auftrag der KPD Stadträtin im Bezirksamt Mitte. Als die deutschen Kommunisten den Säuberungskurs in der Sowjetunion nach stalinistischem Vorbild gutzuheißen begannen, trat sie dagegen auf. Sie unterschrieb eine Erklärung und wurde deshalb aus der Partei ausgeschlossen. Anfang der 1930er Jahre trat Frieda der Sozialdemokratischen Partei Deutschlands (SPD) bei, in deren Auftrag sie die politische Arbeit der SPD-Gruppe im Bezirk Friedrichshain leitete. Frieda Rosenthal war in den Jahren 1932 bis 1933 Abgeordnete im Bezirk Kreuzberg. Weil sie ihrer kommunistischen Grundhaltung vor allem nach der Machtergreifung der Nationalsozialisten treu blieb, war sie im antifaschistischen Widerstand aktiv und wurde im Jahr 1936 deshalb verhaftet. Bei den Verhören und Folterungen im Gefängnis  Berlin-Moabit wurde versucht, sie zur Preisgabe von Namen weiterer Parteifunktionäre zu veranlassen.

„Als sie in einem Verhör am 15. Oktober 1936 einen Kontakt zugegeben und einen Namen genannt hatte, schrieb sie, zurück in der Zelle, an den Untersuchungsrichter des Volksgerichtshofes: ‚Herr Landgerichtsdirektor, ich glaube bestimmt, daß ich bei der heutigen Gegenüberstellung infolge mangelhaften Personengedächtnisses einen Menschen falsch belastet habe.‘“

Frieda Rosenthal wurde schließlich die Vorbereitung zum Hochverrat zur Last gelegt, worauf die Todesstrafe stand. Um bei den Folterungen niemanden verraten zu können, erhängte sie sich am Heizkörper ihrer Gefängniszelle.

## Würdigungen

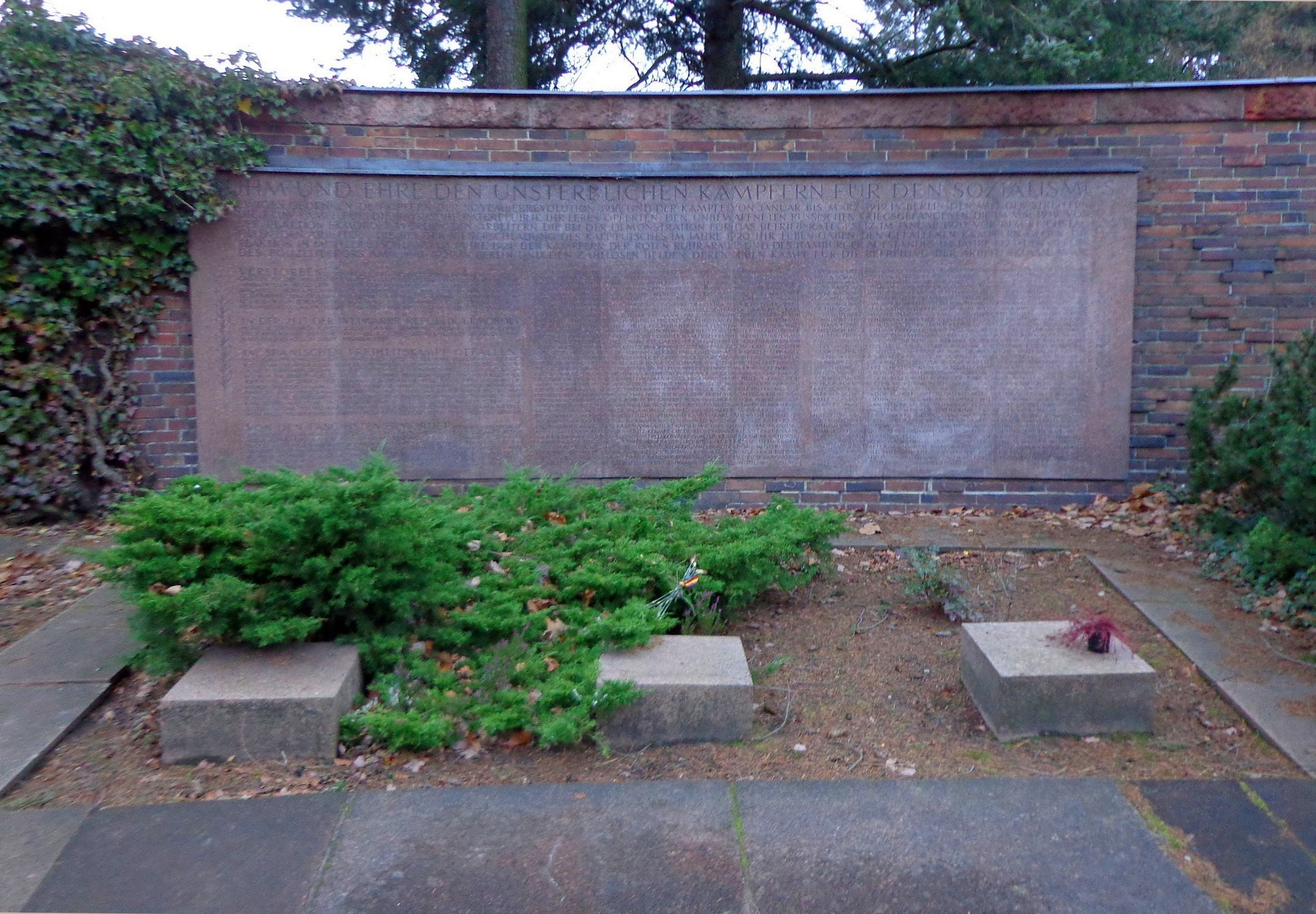
Gedenkstätte der Sozialisten, Porphyr-Gedenktafel an der Ringmauer mit Urnensammelgrab

Frieda Rosenthals Urne wurde nach dem Zweiten Weltkrieg auf dem Berliner Zentralfriedhof Friedrichsfelde in der Gedenkstätte der Sozialisten (Urnensammelgrab bei der großen Porphyr-Gedenktafel auf der rechten Seite der Ringmauer) beigesetzt. Auf der Gedenktafel selbst ist unter „R“ auch der Name von Frieda Rosenthal eingemeißelt.
In der Rathausstraße in Berlin-Mitte befand sich eine Gedenktafel für Frieda Rosenthal.
Im Jahr 2005 organisierte der Verein Aktives Museum im Auftrag des Senats und des Abgeordnetenhauses von Berlin die Ausstellung „Vor die Tür gesetzt. Im Nationalsozialismus verfolgte Stadtverordnete und Magistratsmitglieder 1933–1945“. Zunächst wurde im Wappensaal des Roten Rathauses (September und Oktober 2005), im Folgejahr in den Räumen des Abgeordnetenhauses (Juni und Juli 2006) an das Schicksal von Frieda Rosenthal und weiteren 31 Persönlichkeiten erinnert.
Im Rahmen der Aktion Stolpersteine wurde am 1. Oktober 2008 ein Stolperstein für Frieda Rosenthal in der Fanningerstraße 53 vor ihrem Wohnhaus feierlich eingeweiht. Die Anregung stammt von Birgit Monteiro.
Seit März 2010 trägt eine neu angelegte Straße im Ortsteil Berlin-Karlshorst ihren Namen.

## Frieda-Rosenthal-Preis
Im Jahr 2009 stiftete Birgit Monteiro den „Frieda-Rosenthal-Preis“, mit dem verdienstvolle vor allem im Sozialbereich tätige Lichtenberger Bürger geehrt werden. Vorschläge können von allen Einwohnern eingereicht werden.
| wann verliehen | Preisträger                                                                                           | Begründung |
| -------------- | --- | --- |
| 11. Sep. 2009  | Anna Franziska Schwarzbach Architektin und freischaffende Bildhauerin aus Lichtenberg                 | Sie erhielt die Ehrung für ihr Engagement, mit Skulpturen und Denkmalen die Erinnerung an die Schrecken des Nationalsozialismus wach zu halten. Zuerst kämpfte sie zehn Jahre um die Aufstellung eines Denkmals für die Opfer nationalsozialistischer Euthanasieverbrechen, das schließlich auf dem Gelände des Klinikums Buch Platz fand. Gegenwärtig arbeitet sie an einer Porträtplastik zum Andenken an eine der letzten Überlebenden dieser medizinischen Experimente am lebenden Menschen. Die Preisverleihung sollte ihr vor allem moralische Unterstützung geben. |
| 10. Sep. 2010  | Olaf Ruhl Theologe und Musiker, Dozent für Geschichte der Weltreligionen an Berliner Volkshochschulen | Olaf Ruhl, Sänger jiddischer Lieder bei Veranstaltungen und Festen, die das friedliche Miteinander der Menschen zum Ziel haben, erhielt die Auszeichnung für sein Engagement für Verständigung und gegen Rassismus im Lichtenberger Weitlingkiez und darüber hinaus. Er ist aktives Mitglied im Lichtenberger Bündnis für Demokratie und Toleranz. |
| 16. Sep. 2011  | Hans Küchler Techniker und Ökonom                                                                     | Er wurde für seine ehrenamtliche Tätigkeit als Heimfürsprecher und gelegentlich auch Mediator im Seniorenheim am Tierpark geehrt. Außerdem ist er in der Lichtenberger Seniorenvertretung und für die Berliner Tafel aktiv. Die Geschäftsführerin des Verbundes Lichtenberger Seniorenheime, Kati Kühne, würdigte ihn: „Mit seinem großen Engagement für die Belange der Senioren und seiner ruhigen und sachlichen Art ist er in den vielen Jahren der Zusammenarbeit für uns ein wichtiger Partner und Helfer geworden“. |
| 7. Sep. 2012   | Evelin Pakosta Handelskauffrau und ehrenamtliche Sozialberaterin                                      | Evelin Pakosta wurde für die umfangreich geleistete ehrenamtliche Sozialberatung, ihre jahrelange Mitarbeit in der Kiezspinne sowie in vielen anderen Projekten geehrt. Der Lichtenberger Bürgermeister Andreas Geisel fasste bei der Preisverleihung das mit den folgenden Worten zusammen: „Wo immer ich in der Frankfurter Allee Süd hingehe, welche Veranstaltung auch immer ich besuche, Frau Pakosta ist schon da. Sie berät Bürger, sie demonstriert für das Hubertusbad, […] und wenn der Finanzsenator über die Haushaltsentwicklung Berlins streitet, dann sitzt Frau Pakosta schon vor ihm. Die Bandbreite ihres Engagements ist enorm, aber das Eintreten für die Menschen steht jedes Mal im Mittelpunkt. Frau Pakosta lebt die Demokratie und hält die Demokratie deshalb vor Ort am Leben. Ohne Menschen wie Evelin Pakosta ginge das nicht.“                                                                     |
| 6. Sep. 2013   | Eugenia („Shenja“) Schatz von Beruf Lehrerin für Hauswirtschaft und seit 1995 in Deutschland          | Sie engagiert sich seit Jahren für die Verbesserung nachbarschaftlicher Beziehungen zwischen der einheimischen Wohnbevölkerung und solcher mit Migrationshintergrund, u. a. durch Mitgliedschaft im Vorstand des Lichtenberger Aussiedlerbeirats. Eugenia Schatz organisierte vielfältige kulturelle und jahreszeitliche Veranstaltungen, bei denen sie auch selbst mitwirkte wie das Multi-Kulti- und das Kiez-Kultur-Fest im Bereich Frankfurter Allee Süd. Sie ist persönliche Ansprechpartnerin und Begleiterin für Bedürftige und als ehrenamtliche Mitarbeiterin des Bezirksamts Lichtenberg in der Sozialkommission tätig. |
| 5. Sep. 2014   | Andreas Wächter von Beruf Sozialwissenschaftler                                                       | Andreas Wächter war von 2007 bis Mai 2014 Koordinator für die beiden Lokalen Aktionspläne in Lichtenberg-Mitte und Hohenschönhausen, die im Rahmen des Bundesprogramms Toleranz fördern – Kompetenz stärken finanziert werden. Er hat in dieser Tätigkeit und durch sein persönliches Engagement darüber hinaus entscheidend die bezirkliche Auseinandersetzung mit Rassismus, Antisemitismus und Diskriminierungen jeglicher Form geprägt und viele Aktionen gegen antidemokratische Kräfte im Bezirk koordiniert, so z. B. Aktionen gegen NPD-Wahlkampfaktivitäten oder einen Nazi-Treff. Wächter ist Mitinitiator des Lichtenberger Bündnisses für Demokratie und Toleranz und hat die Kampagne Bunter Wind für Lichtenberg auf den Weg gebracht. |
| 4. Sep. 2015   | Beate Held Vorsitzende des Gemeindekirchenrates der evangelischen Kirchengemeinde Hohenschönhausen    | Beate Held hat sich um die Erinnerungskultur in Lichtenberg verdient gemacht. Innerhalb der Kirchgemeinde hat sie stets das Gedenken an die Verbrechen des Nationalsozialismus wach gehalten und dabei auch die Verantwortung der Kirche nicht ausgespart. Ihr Engagement für die Versöhnung mit dem Judentum, dem Staat Israel und der stete Einsatz für Frieden in der Region sind insbesondere in Zeiten des Wiederaufflammens von Antisemitismus, Rassismus und Antijudaismus ein wichtiger Beitrag für das demokratische Gemeinwesen. Darüber hinaus hat Beate Held sich im Rahmen ihrer ehrenamtlichen Tätigkeit sehr für den Erhalt und den Ausbau der Kita der Gemeinde im Malchower Weg eingesetzt. Ihrem Einsatz und Engagement ist es zu verdanken, dass die Kita in dieser Weise besteht und nicht nur Kindern der Gemeinde, sondern auch Familien aller sozialen, kulturellen oder religiösen Herkünfte offensteht. |
| 2. Sep. 2016   | Dagmar Poetzsch Vorsitzende des Berliner DGB-Kreisverbandes Ost                                       | Dagmar Poetzsch führt eine Lichtenberger Stolpersteininitiative an, die die Schicksale von in der NS-Zeit gestorbenen, ermordeten und deportierten Lichtenbergerinnen recherchiert und dokumentiert. Die Stolpersteine bieten ihr den gut sichtbaren Aufhänger dazu, die Erinnerung wach zu halten. Bei ihrem Engagement ist sie keine Einzelkämpferin, sondern bittet andere ohne Scheu um Hilfe und bezieht sie mit ein. Gemeinsam werden die Workshops durchgeführt, auf denen die Biografien zu den Namen recherchiert werden. |
| 1. Sep. 2017   | Brigitta Nöthlich und Rosemarie Heyer                                                                 | Als in der Nachbarschaft ein Supermarkt für zwei Jahre wegen Bauarbeiten schloss, entfiel eine für ältere Menschen fußläufig zu erreichende Einkaufsmöglichkeit. Rosemarie Heyer ergriff die Initiative und suchte nach einem Betreiber, der für den Übergang ein Lebensmittelgeschäft betreiben würde. Fündig wurde sie bei Brigitta Nöthlich, selbst Ruheständlerin, die sich auf eigenes unternehmerisches Risiko und trotz fehlender Aussicht auf einen signifikanten Umsatz bereit erklärte, für zwei Jahre so einen Laden zu betreiben. |
| 7. Sep. 2018   | Benjamin Seehaus                                                                                      | Benjamin Seehaus wurde für sein außergewöhnliches Engagement bei der Integration von Menschen mit Behinderung in den ersten Arbeitsmarkt geehrt. Als Mitarbeiter des Jobcenters Lichtenberg hat er durch seinen persönlichen Einsatz selbst schwerst vermittelbare Menschen mit Behinderung in den ersten Arbeitsmarkt vermitteln können, wo sie auch dauerhaft und teilweise auch ohne Förderzuschüsse tätig sind. Er zeigt damit, dass mit entsprechendem Aufwand selbst schwierigste Fälle nicht hoffnungslos sind. |
| 6. Sep. 2019   | Erdmuthe Remoli                                                                                       | Seit 1979 ist Erdmuthe Remoli in Lichtenberg aktiv und war bis 1992 Pastorin der Gemeinde zur Barmherzigkeit. Ihr Status als helfende Hand wurde schnell bekannt und so wurde sie auch sofort von den Bürgern informiert als in der Wendezeit die ersten Geflüchteten eintrafen. Sie machte sich umgehend auf den Weg, um u. a. Sinti und Roma mit Informationen zu versorgen und ihnen Unterstützung anzubieten. Die Berufung in den Migrantenrat Lichtenberg 1992 war daher nur konsequent. Ihre Arbeit führte sie stets mit Besonnenheit, Herz und Wertschätzung anderen gegenüber aus. Ihr friedenspolitisches Engagement setzt sie bis heute fort. Immer unter der Maxime, dass das wichtigste im Leben menschliche Zuwendung ist. |
| 3. Sep. 2021   | Nicht quatschen, sondern machen                                                                       | Die Aktion „Nicht quatschen, sondern machen“ engagiert sich seit 2018 für Obdachlose und Bedürftige in den Berliner Bezirken Lichtenberg und Marzahn-Hellersdorf durch Sachspenden, Verpflegung und Betreuung. |
| 5. Okt. 2022   | Irene Melzer                                                                                          | Geehrt wird die Karlshorsterin Irene Melzer aus dem Prinzenviertel für ihr langjähriges soziales Engagement. Besonders gewürdigt wird ihr anhaltender Einsatz gegen verdeckte Kinderarmut. 2009 gründete sie die „Seeparkfamilie“, die wöchentlich im Seepark Karlshorst Kulturveranstaltungen und Spendenaktionen durchführt. |
| 5. Okt. 2023   | Riss e.V.                                                                                             | Der Verein Riss engagiert sich seit 2022 für die Belange von Frauen, die Opfer von häuslicher oder sexueller Gewalt wurden. Hierfür finden regelmäßig Beratungen und Workshops sowie entsprechende Öffentlichkeitsarbeit statt. |